# Boston-Marathon 1992
Der Boston-Marathon 1992 war die 96. Ausgabe der jährlich stattfindenden Laufveranstaltung in Boston, Vereinigte Staaten. Der Marathon fand am 20. April 1992 statt.
Bei den Männern gewann Ibrahim Hussein in 2:08:14 h und bei den Frauen Olga Markowa in 2:23:43 h.

## Ergebnisse

### Männer
| Platz | Athlet            | Land      | Zeit (h) |
| ----- | ----------------- | --------- | -------- |
| 01    | Ibrahim Hussein   | Kenia     | 2:08:14  |
| 02    | Joaquim Pinheiro  | Portugal  | 2:10:39  |
| 03    | Andrés Espinosa   | Mexiko    | 2:10:44  |
| 04    | Juma Ikangaa      | Tansania  | 2:11:44  |
| 05    | Joseildo Rocha    | Brasilien | 2:11:53  |
| 06    | Boniface Merande  | Kenia     | 2:12:23  |
| 07    | Jose Santana      | Brasilien | 2:12:25  |
| 08    | Abebe Mekonnen    | Äthiopien | 2:13:09  |
| 09    | Inocencio Miranda | Mexiko    | 2:13:14  |
| 10    | Tesfaye Tafa      | Äthiopien | 2:13:36  |

### Frauen
| Platz | Athletin           | Land               | Zeit (h) |
| ----- | ------------------ | ------------------ | -------- |
| 01    | Olga Markowa       | Russland           | 2:23:43  |
| 02    | Yoshiko Yamamoto   | Japan              | 2:26:26  |
| 03    | Uta Pippig         | Deutschland        | 2:27:12  |
| 04    | Manuela Machado    | Portugal           | 2:27:42  |
| 05    | Malgorzata Birbach | Polen              | 2:28:11  |
| 06    | Wanda Panfil       | Polen              | 2:29:29  |
| 07    | Irina Bogatschowa  | Kirgisistan        | 2:32:45  |
| 08    | Odette LaPierre    | Kanada             | 2:34:19  |
| 09    | Ritva Lemettinen   | Finnland           | 2:34:30  |
| 10    | Jane Welzel        | Vereinigte Staaten | 2:36:21  |